# 伊藤虎助
伊藤 虎助（いとう とらすけ、1864年3月8日（元治元年2月1日） - 1925年（大正14年）5月7日）は、日本の政治家。衆議院議員（1期）。

## 経歴
越後国蒲原郡、のちの新潟県中蒲原郡新関村出身。東京専門学校で学ぶ。その後、1886年、新潟県立新潟学校師範部(現・新潟大学教育学部)卒。農業を営む。
1920年の第14回衆議院議員総選挙において新潟6区から立憲政友会公認で立候補して当選する。衆議院議員を1期務めた。1924年の第15回衆議院議員総選挙には立候補しなかった。1925年死去。